# 櫻前線
樱前线（日语：／ Sakura Zensen），全稱預測櫻花開花时间的等日期線（桜の開花予想の等期日線），又称樱花前线，是預測日本各地櫻花開花日期的等值線，往年都在每年三月第一週週三起由日本氣象廳發表，2010年起日本氣象廳正式宣佈停止此預測服務。民間的氣象新聞公司（Weathernews Inc）、氣象地圖公司（株式會社ウェザーマップ）、日本氣象協會等五家團體則繼續進行預測。本来，日文的前線有两个意思。一是軍事上的前線，二是氣象学上的锋的意思。桜前線的前線就是锋的意思。跟战争没有关系。

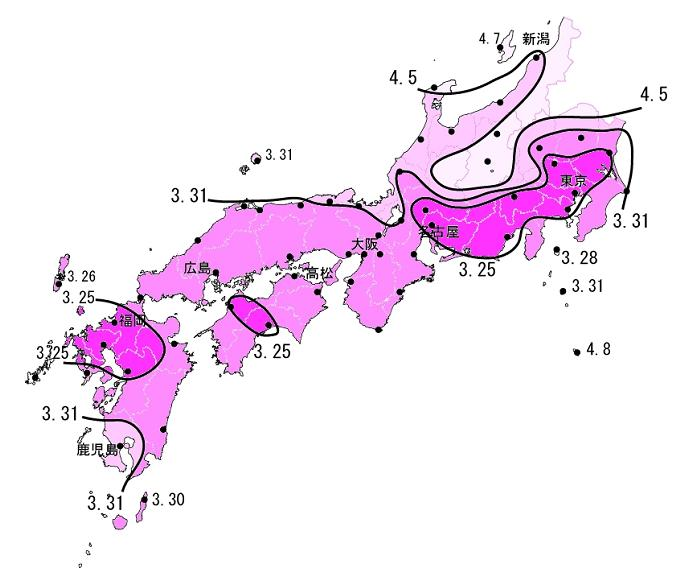
2007年的櫻前線

春天賞櫻（花見）是日本傳統習俗之一，男女老幼均會在櫻花盛開之時在公園的櫻花樹下，吃喝玩樂、高歌暢談。氣象廳發表的櫻花開花日期數據，方便民眾安排賞櫻時間。氣象廳根據歸納全國過去30年櫻花開花時間，再配合當前的氣象預測，便描繪出本年度的櫻前線。
一般來說，每年3月下旬櫻花由九州南部開始盛開，再經四國南部、九州北部、四国北部、瀨戶內海沿岸、關東地方、北陸地方、東北地方，直至5月上旬櫻前線抵達北海道。氣象廳先於3月發表第一次櫻花開花預測，再每週修正一次，至4月下旬發表最後一次、即第八次的預測。
如上述所說，過去的櫻前線一般由九州起往東北方向發展，不過最近由於全球暖化的影響，都市地區的櫻花會開得比較早，櫻前線的描繪也變得更複雜。例如，根據2006年3月15日氣象廳發表的開花預測，東京就比南部的鹿兒島先開花。

## 資料來源
- 日本氣象廳 （页面存档备份，存于）
  - 櫻的開花預想第一次2008年3月5日 （页面存档备份，存于）
  - 櫻的開花預想第二次2008年3月12日 （页面存档备份，存于）
  - 櫻的開花預想第三次2008年3月19日 （页面存档备份，存于）
- 日本氣象協會發佈2008年櫻開花傾向預想 (櫻前線)日本氣象協會
- 《櫻前線：開花預測的遊戲》，載香港《明報週刊》

1. ↑  .   [2023-03-28]. （原始内容存档于2009-12-28）.